# Stuart Syvret
Stuart Syvret es un político de Jersey. Fue elegido senador en 1990 y ministro de salud y de asuntos sociales desde 2005 hasta septiembre de 2007.

## Protección de la Niñez
Durante su mandato de ministro, Syvret señaló problemas relacionados con el grado de protección de la niñez en Jersey. En un correo electrónico sobre el servicio de Jersey "Child and Adolescent Mental Health Service" (CAMHS) decía "mi respuesta inicial era de echar fuera todo el mundo trabajando en aquél servicio y cerrarlo".
Frank Walker, el ministro en jefe, le acusó de deñar la reputación de Jersey por hablar a la prensa.
The Jersey Child Protection Committee chairman Iris Le Feuvre, responding by alleging a breach of the Data Protection Law by the minister, relating to a child sex abuse victim, be investigated by the Data Protection Commissioner. Senator Syvret denied breaching the law.
He further indicated that his investigations had been hampered by Ministerial colleagues and in response the Chief Minister asked him to resign.
Public support for Senator Syvret was expressed
and he indicated that he would not step down but would face a vote of no confidence on 11th September 2007. Senator Frank Walker won the vote of no confidence by 30 votes to 15 and Syvret was dismissed as a minister immediately and sent to the back-benches. El escándalo mediático del caso del orfanato de Jersey estalló el año siguiente, pero en absoluto, no se puede relacionarlos.